# Formica sinae
Formica sinae é uma espécie de formiga do gênero Formica, pertencente à subfamília Formicinae.